# Yohei Otake
Pour les articles homonymes, voir Otake.
Yohei Otake (大竹 洋平, Otake Yohei) est un footballeur japonais né le 2 mai 1989. Il évolue au poste de milieu de terrain.

## Biographie
Yohei Otake commence sa carrière professionnelle au FC Tokyo. En 2011, il est prêté au Cerezo Osaka.

## Palmarès
- Vainqueur de la Coupe de la Ligue japonaise en 2009 avec le FC Tokyo
- Vainqueur de la Coupe Suruga Bank en 2010 avec le FC Tokyo